# 조지 앤드루 올라
조지 앤드루 올라(영어: George Andrew Olah, 1927년 5월 22일 ~ 2017년 3월 8일)는 헝가리 왕국 출신의 미국의 화학자이다. 1994년에 카보양이온에 대한 연구로 노벨 화학상을 수상했다.

## 학력
- 1944년~1949년: 부다페스트 기술경제대학교 (박사)

## 수상 경력
- 1991년 : 톨먼상
- 1994년 : 노벨 화학상
- 2001년 : 아서 C. 코프상
- 2003년 : 욱일장
- 2005년 : 프리스틀리 메달
- 2006년 : 헝가리 공로 훈장[2]

## 회원
- 1997년 : 왕립학회 외국인 회원[1]